# Joy of Living
Joy of Living ist eine US-amerikanische Filmkomödie aus dem Jahr 1938, die Elemente der Screwball-Komödie mit zahlreichen Gesangsnummern von Jerome Kern verbindet. In den Hauptrollen agieren Irene Dunne und Douglas Fairbanks Jr.

## Handlung
Der Musicalstar Maggie Garret ist einer der hellsten Sterne am Broadway und verdient 10.000 US-Dollar die Woche. Nach der Premiere ihrer neuesten Hit-Show wird sie durch den wohlhabenden Reeder Dan Brewster vor einer aufdringlichen Horde Fans gerettet. Aus Dankbarkeit bittet Maggie ihren Retter auf einen Drink in ihr Haus, wo Dan Bekanntschaft mit der parasitären Familie von Maggie macht. Die zahlreichen Verwandten sind allesamt faul, ungebildet, vulgär und leben in Saus und Braus von Maggies Einkommen. Maggie ist völlig erschöpft, nahezu bankrott und würde eigentlich alles hinwerfen, doch das Pflichtgefühl lässt sie weitermachen. Dan überredet die Diva zu einem Abend ohne private Sorgen und Probleme.
Im Rausch einer glücklichen Nacht heiraten die beiden aus einem Impuls heraus. Überglücklich kommen die Frischvermählten am nächsten Morgen heim, wo die entsetzte Familie aus Angst um ihr Einkommen lauthals Protest gegen die Blitzehe einlegt. Dan hält der Sippe ein Moralpredigt, doch Maggie, die die Loyalität gegenüber ihrer Familie über die eigenen Gefühle stellt, wirft Dan hinaus. Am Ende erkennen die übrigen Garrets, wie selbstsüchtig und gemein sie in der Vergangenheit waren. Sie überreden Maggie, Dan auf seine Yacht zu folgen, mit der die zwei dann in die Südsee segeln.

## Hintergrund
Irene Dunne hatte bereits mehr oder weniger erfolgreich in vier Verfilmungen von Jerome Kern/Oscar-Hammerstein-II-Musicals mitgewirkt: Sweet Adeline, Roberta, Show Boat und High, Wide, and Handsome. Besonders Jerome Kern war von dem Potential der Schauspielerin angetan und glaubte, in Irene Dunne und deren oft etwas unterkühlt wirkenden Vortragsstil die ideale Interpretin seiner Songs gefunden zu haben. Allerdings waren nach dem finanziellen Misserfolg von High, Wide, and Handsome erhebliche Zweifel aufgekommen, ob Irene Dunne sich wirklich auf Dauer als ernstzunehmende Konkurrentin von Jeanette MacDonald etablieren könnte. Die Schauspielerin war sich selber unsicher und akzeptierte das Angebot, zu ihrem alten Studio RKO zurückzukehren und dort in Joy of Living mitzuwirken, nur unter der Bedingung, dass es kein reines Musical werden sollte. Stattdessen versuchte das Drehbuch, eine Mischung aus Musikfilm, Screwball Comedy und Romanze herzustellen.
Noch Jahrzehnte später äußerte Douglas Fairbanks Jr. sein Erstaunen über die Effizienz bei der Herangehensweise seines weiblichen Co-Stars an jede einzelne Szene.

„Eine Handwerkerin. Nichts erfolgt instinktiv oder ist dem Zufall überlassen. Aber sie ist dabei nicht langweilig-perfekt, sondern charmant-perfekt.“

Lucille Ball, die die Rolle von Dunnes geldgieriger jüngerer Schwester erst bekam, als Ann Sothern das Angebot ablehnte, machte vergleichbare Beobachtungen.

„Dunne überraschte immer, selbst in den Wiederholungen von einzelnen Szenen. Ich habe sie bei den Wiederholungen beobachtet, an einem Tag waren es 32 Takes und in 25 davon agierte sie unterschiedlich. Sie hat sich die Wirkungen immer hart erarbeitet.“

Die Dreharbeiten zu Joy of Living wuchsen sich zu einem Desaster aus. Die Probleme begannen schon mit dem Titel des Films, der ursprünglich Joy of Loving heißen sollte. Die Zensurbehörde, die seit Inkrafttreten des Production Code Mitte 1934 erhebliche Eingriffs- und Vetorechte während der Filmproduktion besaß, lehnte diesen Vorschlag kategorisch ab. Die Begründung stützten die Verantwortlichen auf die – angebliche – Zweideutigkeit des Titels, der damit geeignet sei, die Moralvorstellungen von Minderjährigen zu verletzen. Der Regisseur Tay Garnett, der bislang eher als Regisseur von Abenteuerfilmen wie Abenteuer im Gelben Meer oder romantischen Melodramen im Stil von Reise ohne Wiederkehr bekannt war, kam mit dem Genrewechsel nicht sonderlich gut zurecht.
Der finanzielle Misserfolg von Joy of Living beendete eine Phase in der Karriere von Irene Dunne, während der die Schauspielerin hauptsächlich ihr Gesangstalent in den Vordergrund stellte.

## Kinoauswertung
Die Kosten für den Dreh eskalierten und erreichten am Ende eine Gesamthöhe von rund 1.040.000 US-Dollar. An der Kinokasse erwies sich Joy of Living mit einem Einspielergebnis von 1.337.000 US-Dollar als leidlich populär, doch aufgrund der hohen Investitionen hatte RKO am Ende einen Verlust von über 314.000 US-Dollar realisiert.

## Songs
Im Verlauf der Handlung singt Irene Dunne folgende Lieder:
- Just Let Me Look At You
- You Couldn’t be Cuter
- What’s Good About Good Night?
- A Heavenly Party